# Goggo Network
Goggo Network es una empresa con sedes en Madrid, Berlín y París, dedicada a la creación de redes de movilidad autónoma en diferentes ciudades de Europa. Fue fundada en el año 2018 por Martín Varsavsky y Yasmine Fage, quienes se desempeñan actualmente como director ejecutivo y directora de operaciones, respectivamente.
El objetivo de Goggo Network es operar flotas de vehículos autónomos en Europa y ayudar a los gobiernos de los países a crear un sistema de licencias para la operación de dichos automotores. En septiembre de 2021, la empresa puso en marcha las pruebas iniciales del primer food truck autónomo en circular por las calles de España, y a finales de ese año presentó un robot repartidor autónomo en colaboración con la compañía Glovo, el cual inició operaciones en Madrid en febrero de 2022.

## Historia

### Inicios y primera ronda de inversión
La empresa fue creada en julio de 2018 en Madrid por el empresario Martín Varsavsky, reconocido por haber fundado compañías como Jazztel, Eolia, Overture Life, Barter Energy y VAS Ventures, y por Yasmine Fage, anterior asociada de la consultora McKinsey & Company. Ante la modificación de la ley de movilidad referente a la regulación de los vehículos autónomos en Francia (2019), la compañía decidió iniciar operaciones en ese país. En enero de 2020, la empresa logró captar 24 millones de euros de los inversores Axel Springer y SoftBank en una ronda de financiación Serie A. Estos fondos se utilizaron para iniciar labores en Alemania y reforzar su presencia en España y Francia.

### Lanzamiento de SPAC y puesta en marcha del primerFood Truckautónomo
En marzo de 2021 se anunció que la SPAC Levere Holdings, formada por Goggo Network y dirigida por Varsavsky y Fage, cotizaría en el mercado de valores NASDAQ bajo el símbolo LVRAU. En la operación, que recaudó 250 millones de dólares, actuaron como garantes principales Deutsche Bank y Citigroup. Un mes después, medios de prensa franceses anunciaron la participación de la compañía en el proyecto 5G Open Road, una iniciativa gubernamental con el objetivo de «desplegar una red 5G en la meseta de Saclay para definir un modelo completo para los servicios de movilidad conectados en diferentes configuraciones».
En junio de 2021, la empresa presentó un prototipo de food truck autónomo en la feria Viva Technology 2021, celebrada en la ciudad de París. En septiembre del mismo año, la compañía anunció en la Feria de Movilidad, Hogar y Ciudades Sostenibles en Madrid el lanzamiento de «Goggo Cart», el primer food truck autónomo en circular por España, y se escogió la Calle Real del municipio de Las Rozas de Madrid para lanzar el piloto del proyecto.
En febrero de 2022, el diario español La Razón anunció que el proyecto había recorrido más de 50 kilómetros, a una velocidad de 5 kilómetros por hora, y que en ese mes se habían registrado más de mil interacciones del vehículo con los peatones, con el objetivo de adquirir productos alimenticios transportados en el automóvil. Según Yasmine Fage, estos vehículos «pueden detectar y evitar obstáculos como semáforos, peatones, ciclistas u otros vehículos», mediante «el uso de cámaras y una combinación de inteligencia artificial con algorítmica avanzada». También manifestó que el Goggo Cart puede almacenar hasta cien objetos y soportar un total de 400 litros de capacidad.

### Asociación con Glovo y actualidad
En noviembre de 2021 la compañía participó en el evento Trafic 2021 celebrado en el consorcio IFEMA de Madrid. Asistieron al evento más de ochenta entidades con el fin de discutir cuestiones relevantes sobre soluciones de movilidad. A finales de ese año, Goggo Network se asoció con la compañía de reparto a domicilio española Glovo para poner en marcha un programa piloto de robots repartidores en el distrito madrileño de Salamanca.
El medio español ABC informó que en el mes de febrero de 2022 se pondría en marcha el servicio del robot repartidor autónomo en la capital española, el cual tiene la facultad de desplazarse por las aceras a la velocidad de un peatón, recoger pedidos en comercios designados y llevarlos hasta el domicilio del cliente. Este robot alcanza una velocidad máxima de cinco kilómetros por hora, y cuenta con doce horas de autonomía. El mismo medio anunció la implementación del food truck Goggo Cart en el Área Empresarial Cuatro Torres de Madrid.
En una entrevista con el diario El Economista en febrero de 2022, Fage manifestó que si la fase de smart delivery o reparto autónomo resulta exitosa, la empresa apuntará a la implementación de vehículos autónomos diseñados para el transporte de pasajeros. La directora de operaciones participó en marzo de 2022 en el Foro ANFAC sobre movilidad, en el que manifestó la necesidad de un marco regulatorio claro sobre la movilidad autónoma en España. En entrevista con el medio digital El Español, la compañía aseguró que para el año 2023 es probable que haya «una flota de robots autónomos de reparto circulando en España».
El 25 de julio de 2022, la compañía llegó a un acuerdo con el ayuntamiento de la ciudad española de Zaragoza para poner en marcha los primeros robots de reparto en el país ibérico. En octubre se anunció que Goggo Network había llegado a un acuerdo de colaboración con la compañía surcoreana de reparto autónomo Neubility, y que incluiría a Neubie, su robot de reparto, en pruebas en ciudades como Madrid, Zaragoza y París.
A mediados de 2023, Goggo Network se alió con la marca estadounidense Domino's Pizza para repartir sus productos a través de robots autónomos. El proyecto dio inicio en el municipio de Alcobendas, y se espera que se extienda a otras localidades.